# Редкие цветы
«Редкие цветы» (португальский «Flores Raras») — бразильская биографическая мелодрама режиссёра Бруну Баррету об известной американской поэтессе Элизабет Бишоп. В главных ролях — австралийская актриса Миранда Отто и Глория Пирес. 
Премьера состоялась на Международном Берлинском кинофестивале 9 февраля 2013 года.

## Сюжет
Известная Нью-Йоркская поэтесса Элизабет Бишоп находится в творческом перерыве. На дворе 1951 год, а у неё нет ни одной идеи. Чтобы отвлечься, она решает сменить обстановку и отправляется в Рио-де-Жанейро к давней подруге. Там она живёт в красивом доме, наблюдает великолепие природы, наслаждается тишиной. Знакомится с новыми людьми. Некоторые из них, как например, бразильянка Лота, оказываются настолько чувствительными личностями, что застенчивая Элизабет теряет голову. На протяжении двух десятилетий их неустойчивые любовные взаимоотношения отображаются на фоне политических преобразований Бразилии.

## В ролях
- Глория Пирес — Лота де Маседо Соареш
- Миранда Отто — Элизабет Бишоп
- Трэйси Миддендорф — Мэри
- Марселло Айрольди — Карлос Ласерда
- Лола Кёрк — Маргарет Беннетт

## Факты
- В основу фильма был положен роман Кармен Л. Оливейра «Flores raras e banalissimas»[2]
- Производством картины занимались бразильские кинокомпании Globo Filmes, Globosat / Telecine, Imagem Filmes, LC Barreto Productions, Teleimage
- Съёмки проходили в Рио-де-Жанейро, Бразилия, а также в Нью-Йорке, США и Париже, Франция
- В США фильм вышел под названием «Reaching for the moon»
- Бруну Баррету как режиссёр фильма получил награды на кинофестивалях International Lesbian & Gay Film Festival в Сан-Франциско и Торонто[3]

## Мировой релиз
- США — 18 апреля 2013 года — в рамках Кинофестиваля «Трайбека»
- США — 28 июня 2013 года
- Бразилия — 9 августа 2013 года
- Дания — 17 октября 2013 года